# Régiment de Santerre
Le régiment de Santerre est un régiment d’infanterie du royaume de France créé en 1692 et incorporé au régiment de Béarn en 1749.

## Création et différentes dénominations
- 4 octobre 1692 : création du régiment de Santerre
- 18 février 1749 : incorporation des grenadiers au régiment des Grenadiers de France et du reste au régiment de Béarn

## Colonels et mestres de camp
- 4 octobre 1692 : Louis François Henri Colbert, chevalier de Croissy puis comte de Croissy, brigadier le 29 janvier 1702, maréchal de camp le 26 octobre 1704, lieutenant général des armées du Roi le 29 mars 1710, † 24 août 1747
- 1704 : N. de Cetséans
- 1er décembre 1708 : Michel Jean-Baptiste Charron, marquis de Conflans puis marquis de Menars après juillet 1723, brigadier le 1er février 1719, † 13 septembre 1739 âgé de 65 ans
- 1er février 1719 : N., marquis de Menars
- 12 juillet 1723 : Jean-Baptiste Louis de Clermont d’Amboise, marquis de Reynel[1]
- 16 avril 1738 : François Marie marquis de Pérusse d'Escars, déclaré brigadier en novembre 1745 par brevet expédié le 1er mai, maréchal de camp le 10 mai 1748, † en 1759
- janvier 1749 : N. de Roussel d'Espourdon

## Historique des garnisons, combats et batailles
- 15 décembre 1692 : il est composé de 13 compagnies dont une de grenadiers
- 1693 : Flandre, Huy, Neerwinden (29 juillet), Charleroi
- 1695 : Meuse
- 1696 - 1697 : Flandre
- 20 mars 1701 : il est augmenté d’un deuxième bataillon de 13 compagnies de miliciens
- 1701 : Flandre ; au début de la guerre de succession d'Espagne dans les Pays-Bas espagnols, un bataillon du régiment de Santerre est envoyé par le maréchal de Boufflers pour défendre la place de Mons[2].
- 1702 : défense de Kayserswaërth
- 1703 : Brisach, Landau ( - 24 novembre), Speyerbach (15 novembre)
- 1704 : Bavière, Hochstedt ; prisonnier de guerre
- 1705 : Rhin
- 1707 : Drusenheim, Marquisat
- 1709 - 1712 : Flandre ; Malplaquet (11 septembre 1709), Arleux, Douai, Le Quesnoy, Bouchain
- 1714 : une des Compagnies est en garnison à Aire sur la Lys.
- 7 février 1715 : incorporation de compagnies des nouveaux régiments et renvoi des miliciens
- 1733 : Allemagne
- 1734 : Kehl, Ettlingen, Philippsbourg (2 juin - 18 juillet)
- 1741 : Westphalie
- 1742 : Braunau, Egra
- 1743 : Bavière
- 1744 : Alpes
- 1745 : Nice, Piémont, Rivarone
- 1746 : garnison de Casal.
- 8 mars 1746 : son bataillon est prisonnier à la suite de la reddition de la garnison d’Asti ; échangé en 1747
- 1er juillet 1746 : formation d’un bataillon provisoire par des hommes sortant des hôpitaux et des miliciens
- 19 juillet 1747 : col de l’Assiette
- 20 décembre 1747 : réorganisé en fusionnant le bataillon revenu en France avec le bataillon provisoire

## Drapeaux
3 drapeaux, dont un blanc colonel et deux d’Ordonnance « verts & feuille morte, façonnez dans les quatre quarrez, & croix blanches ».

Drapeau d’Ordonnance
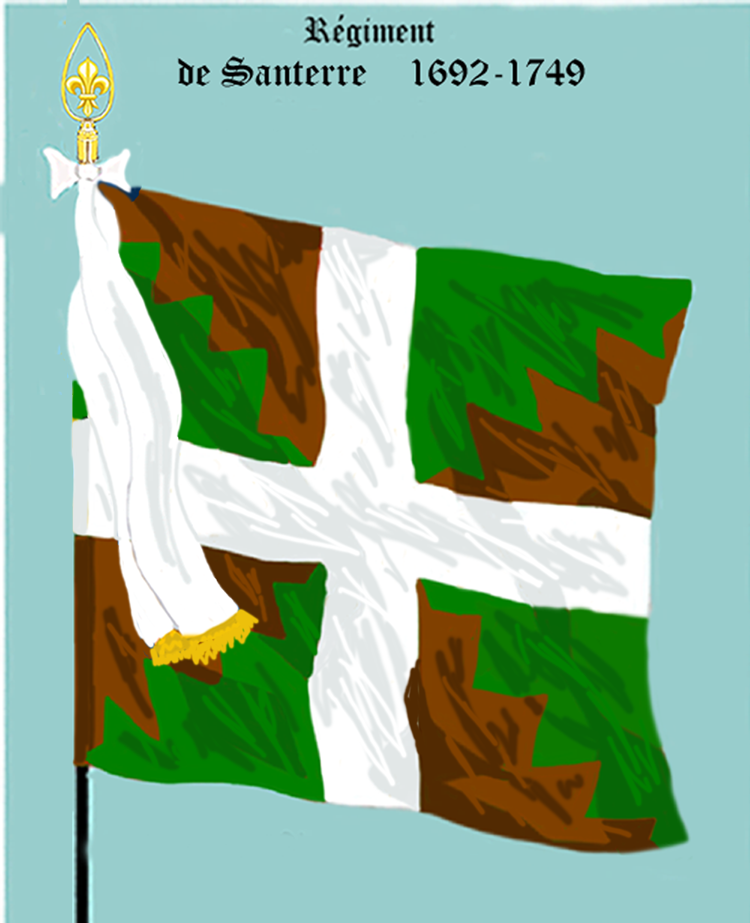
régiment de Santerre de 1692 à 1749

## Habillement
Parements bleus ; boutons et galon dorés.

Uniformes
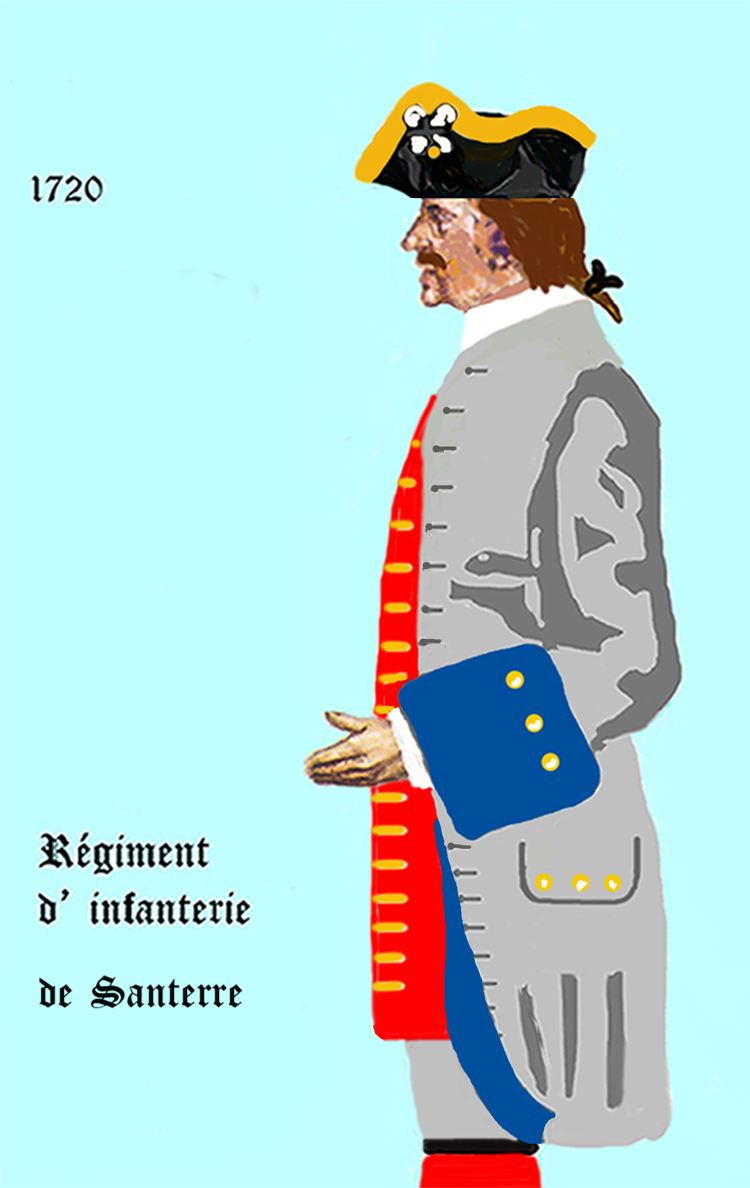
régiment de Santerre de 1720 à 1734
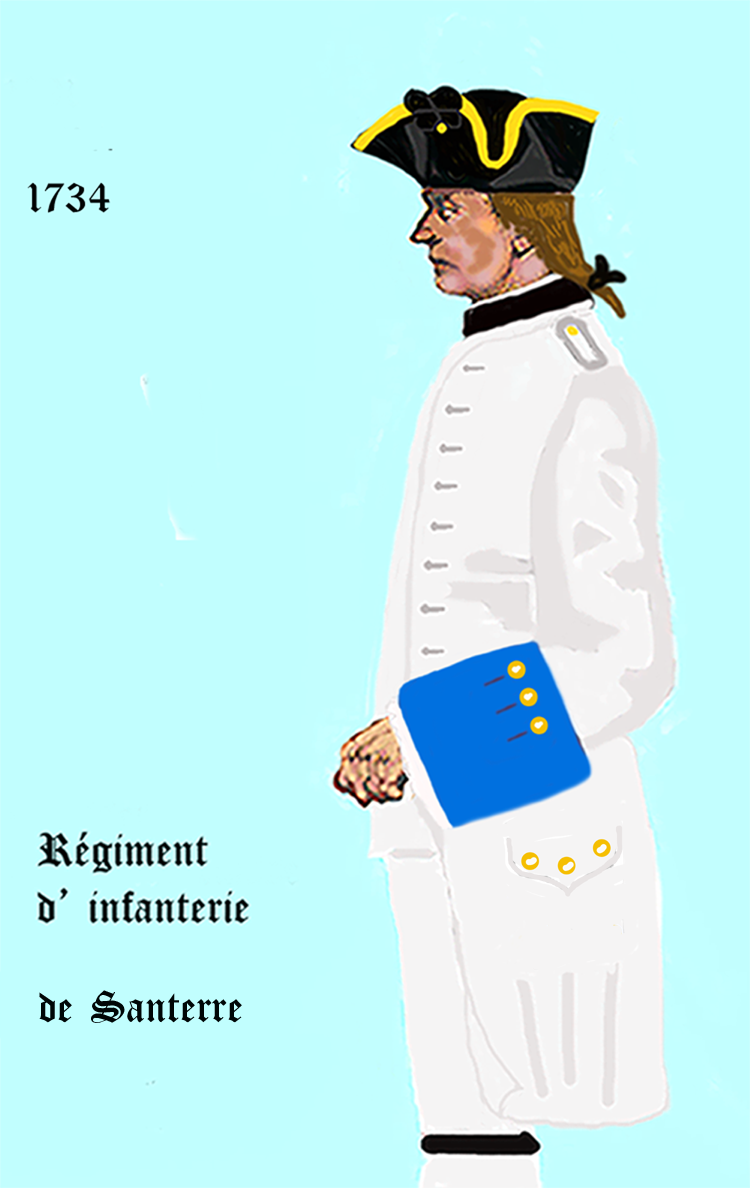
régiment de Santerre de 1734 à 1749

### Sources et bibliographie
- Pierre Lemau de La Jaisse, Cinquième abrégé de la carte générale du militaire de France, sur terre et sur mer, vol. 1, (Paris), 1738, 109 p. (lire en ligne).
- Lieutenant général de Vault, Mémoires militaires relatifs à la guerre d'Espagne sous Louis XIV, Imprimerie Royale (Paris), 1835, 910 p. (lire en ligne).
- Chronique historique-militaire, Pinard, tomes 4, 7 et 8, Paris 1761, 1764 et 1778